# Скнилів (Львівський район)
Скни́лів — село в Україні, у Зимноводівській сільській об'єднаній територіальній громаді Львівському районі Львівської області. Передмістя Львова. Відстань до найближчої залізничної станції Скнилів становить 17 км.
Село є центром Скнилівської сільської ради. Населення становить 23418 осіб.

## Географія

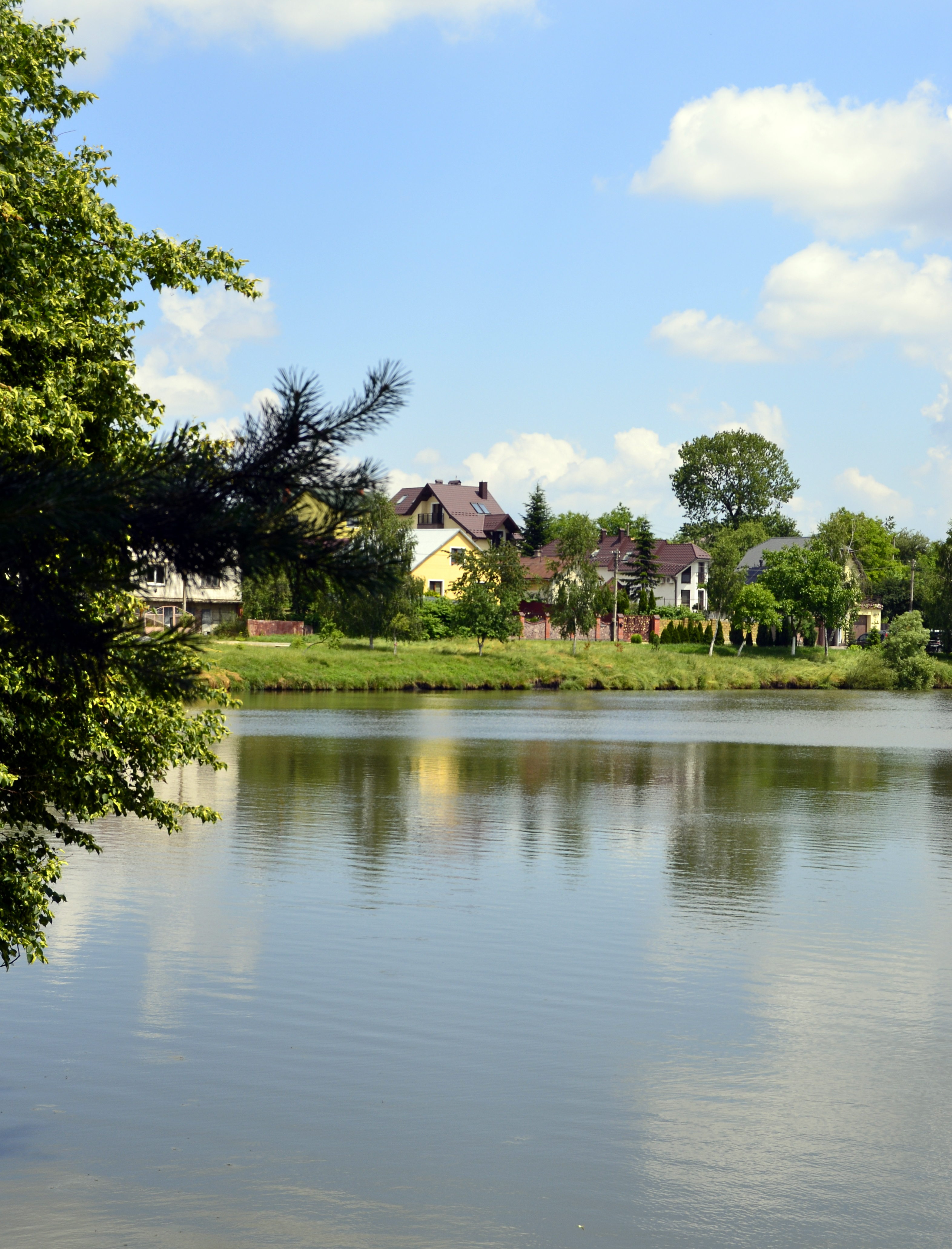
Скнилівський став.

Скнилів розташований у південно-західній  частині Пустомитівського району. На півночі та сході межує з місцевостями Сигнівка та Скнилівок у Залізничному районі м. Львова, на півдні — з с. Сокільники, на південному заході — з с. Басівка, на заході — з с. Холодновідка. Південна частина території лісиста. Попри західну частину села проходить залізнична колія. Після будівництва злітної смуги Львівського аеропорту село було відділене від прямого сполучення з Львовом через вулицю Любіньську. До 1980-х років існував піших перехід через злітну смугу, який був ліквідований після однієї з реконструкцій.

### Водойми
Село знаходиться в межах водного басейну Дністра, завдяки річці Вишенька, який починається у Скнилівку та тече через Скнилів до Холодновідки.

### Урочища
На Угірським, Береза, Козаківка .

## Населення
За даними перепису населення 2021 року в селі мешкало 1535 осіб:
| українська | 1 533 | 99,98 |
| російська  | 3     | 0,2   |

## Герб
Герб Скнилівського старостинського округу має вигляд щита прямокутної форми із заокругленою нижньою частиною. На синьому тлі – зображення чотирьох білих птахів, які розлітаються в різні боки.
Птахи символізують політ, стремління висоти, а також вказують на візитівку Скнилова – аеропорт, збудований на колишніх землях села, який є важливим транспортним вузлом Західної України. Напрямки польоту птахів вказують на чотири сторони світу.

## Історія
Перша згадка в документах — 24 березня 1396. Така дата свідчить, що село існувало вже у княжі часи.
За Польщі село належало до коронних земель. Привілеєм, виданим 3 березня 1437 року у Кракові, польський король Владислав III Варненчик передає у власність Янові Зубрському село Скнилів та призначає війтом там же.
У 1614 році львівський староста Станіслав Боніфацій Мнішех з Великих Кунчиць надає землю в Скнилові під будівництво церкви. 1624 року польський король Сигізмунд III Ваза підтвердив, що Скнилів є власністю шпиталю святого Духа у Львові.
У 1665 році польський король Ян II Казимир дозволив Томашу Карчевському переписати його власність у Сокільниках та Скнилові на першу дружину — Барбару Пшерембську. 1683 року король Ян III Собеський призначає данину Скнилову та дозволяє вирубку лісу, а у 1685 році призначає солтисом Скнилова Станіслава Кіліянова. За привілеєм від 9 вересня 1744 року село належало Катажині з Потоцьких Коссаковській, у 1770 році — Томашу Тиборовському.
У 1776 році село було продано австрійським урядом Янові Кіцкєму за 9600 злотих ринських.
В XVIII ст. село належало церкві та шпиталю св. Духа у Львові.
Станом на 1880 рік в селі було всього 118 будинків, де мешкало 714 осіб. За віросподанням: 527 — греко-католики, 136 — римо-католики, 40 юдеїв та 11 інших віросповідань, а за національною приналежністю — 537 русинів (українців), 140 поляків, 37 німців. Римо-католицька парафія знаходилася в с. Зубра, греко-католицька — у Скнилові та належала до Львівського міського деканату. Крім Скнилова до парафії належав й Скнилівок. В селі була церква, однокласна школа; діяла кредитна каса ґміни Скнилів з капіталом у 1907 злотих ринських та млин. 1895 року при церкві було засноване “Братство тверезості”, яке 1901 року налічувало 200 членів . 1901 року, за ініціативи місцевого пароха о. Йосифа Фолиса, тут вже працювала читальня «Просвіти», котра налічувала 100 членів і передплачувала «Діло», «Свободу», «Посланник», «Комар», «Добрі ради», «Господарську часопись» та бібліотеку Насальського, при читальні діяла книжкова крамниця.

Скнилівська церква 1907 - 1950-х років. Рисунок із фото часів ІІ Світової війни.

У 1902 році удар блискавки спалив церкву та хату священика, тому церковний комітет у 1903 році ухвалив рішення про будівництво нової, яке переважно було завершене у 1907 р. Цього ж року місцевий парох Йосиф Фолис став депутатом австрійського парламенту від УНДП і залишався ним протягом двох скликань до 1917 р.
Також у 1902 році, за ініціативи Митрополита Андрея Шептицького почалось будівництвоо Скнилівської лаври св. Антонія Печерського, яка стала першою обителлю ченців Студійського Уставу. 24 листопада 1906 р. відбулося її урочисте освячення, яке особисто звершив Митрополит. 1906 року він уклав для монахів Типікон, який отримав назву Скнилівський. Митрополит став першим Архимандритом обителі.
З початком Першої Світової війни у 1914 р. монаша обитель зазнала значних руйнувань, а багатьох ченців мобілізовували до війська. У монастирі залишилося всього кілька насельників. У 1918 р., внаслідок польсько-української війни, Скнилівська Лавра була цілковито знищена і спалена польськими військами, а монахи змушені назавжди покинути це місце.
Після окупації Галичини в 1919 році польський уряд заселяв українську землю польськими колоністами. На 01.01.1939 в селі проживало 1650 мешканців, з них 930 українців-грекокатоликів, 220 українців-римокатоликів, 230 поляків, 200 польських колоністів міжвоєнного періоду, 40 євреїв, 30 німців. На той час унаслідок насильної асиміляції поляки у східній Галичині опинилися в меншості.
В часи радянської влади, у зв'язку із продовженням злітно-посадкової смуги, у 1955-56 роках, церква, яка вже була закрита, остаточно зруйнована.
В Добу Незалежності у селі зведено новий храм на честь Преображення Господнього. В 2018 відкрито музей стародруків - Краєїнавчу бібліотеку Анатолія Недільського, серед експонатів якої видання XVI - XVIII століть.

## Історичні пам'ятки

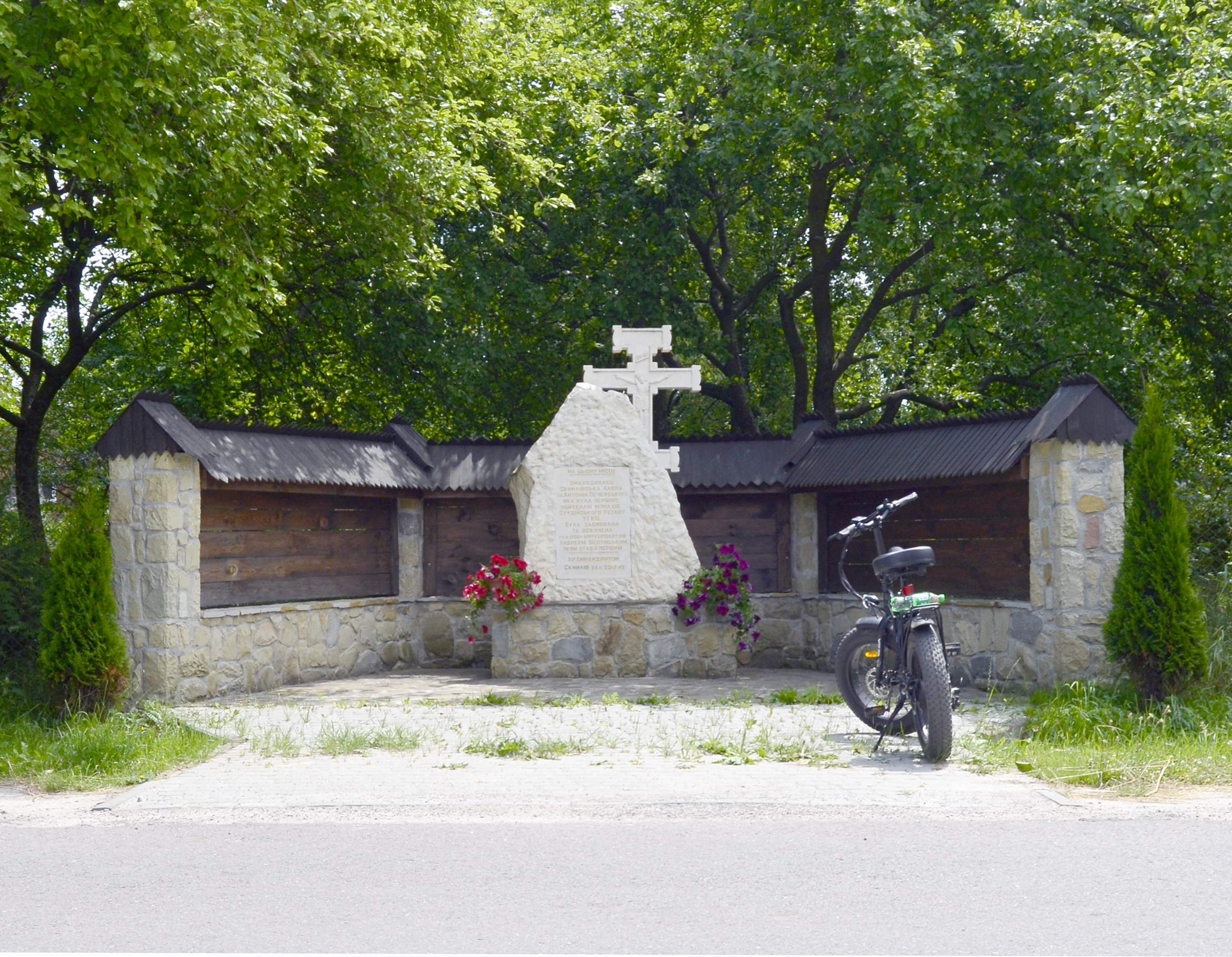
Пам'ятний знак на місці Скнилівської Лаври.

### Сакральні споруди
- Скнилівська лавра Антонія Печерського — давній монастир ченців-студитів УГКЦ, збудований 1902 р. на кошти митрополита Андрея Шептицького, а 1906 р. ним же освячений. Подальшому розвиткові Скнилівської лаври завадили Перша світова війна, а пізніше й польсько-українська війна. 1918 р. святу обитель було спалено польськими вояками. 2017 р. на місці, де знаходилася лавра встановлено кам'яний студитський хрест[16].
- Церква Преображення Господнього (УГКЦ, 1991, мурована)
- Капличка полеглим воякам УПА

### Пам'ятки монументального мистецтва
- Символічна могила "Борцям за волю України та жертвам комуністичного режиму".
- Пам’ятний знак — кам'яний студитський хрест, встановлений на місці давньої Скнилівської лаври[16].

### Скнилівська трагедія
Див. Скнилівська трагедія

## Інфраструктура
До села можна доїхати прямим автобусним маршрутом № 199 "Приміський вокзал — вул. Городоцька — вул. Авіаційна — с. Скнилів" . З села до найближчої залізничної станції Скнилів, також можна доїхати автобусним маршрутом № 199,  199А. Від станції Скнилів вирушають приміські поїзди у Самбірському та Стрийському напрямках .